# Panaxia fedtschenkoi
Panaxia fedtschenkoi là một loài bướm đêm thuộc phân họ Arctiinae, họ Erebidae.